# Киёхара Юкинобу
Киёхара Юкинобу (яп. 清原雪信, род. 1643 г. — ум. 1682 г.), также известная как Кано Юкинобу — японская художница, одна из первых и выдающихся живописцев-женщин Японии. Художница ассоциировалась со школой живописи Кано.
Отцом Киёхары Юкинобу был художник Кусуми Морикагэ; матерью — племянница художника Кано Танъю. И отец, и дед художницы были мастерами, представлявшими школу живописи Кано. В Японии весьма поощрялось занятие искусством среди женщин, а кисти и другие инструменты для живописи часто входили в приданое. Тем не менее, немногие из женщин могли добиться успеха как художники по причине отсутствия образования, поскольку таковое они могли получить, только находясь дома. Жёны и дочери богатых аристократов могли позволить себе нанять учителя, который обучал их на дому, но единицы из них стали признанными художницами. Киёхара Юкинобу обладала возможностью обучаться живописи у своего отца в Киото и изучать стиль и работы Кано Танъю.
Киёхара Юкинобу продолжила традиции школы Кано, но перерабатывала типичные для этой школы сюжеты и темы в своей собственной манере, и, в конечном итоге, заработал себе признание в качестве художницы и женщины, добившейся высот в искусстве (яп.  кэйсю) и круг покупателей её работ. Об этом свидетельствует и то, что она подписывала свои работы, на которых также ставила собственную печать. Она работала как с традиционными формами японской живописи (горизонтальными и вертикальными свитками), так и с большими по формату росписями, например, ширмами. К сожалению, на данный момент сохранилась только одна ширма её авторства. Множество работ Киёхары Юкинобу создано в рамках стиля ямато-э, часто ею изображались традиционные для школы Кано цветы и птицы и персоны из китайской истории и литературы, однако она стала известна и благодаря изображению женщин, в том числе поэтессы и писательницы Мурасаки Сикибу — автора романа «Повесть о Гэндзи». Среди известных произведений — роспись ширмы «Птицы и цветы четырёх сезонов», свитки «Перепел и просо» и «Свиристели, цветы вишни и бамбук у ручья» (оба на данный момент находятся в собрании Метрополитен-музея в Нью-Йорке).
В одном из произведений писателя Ихары Сайкаку присутствует сцена, где куртизанка заказывает работу у Киёхары Юкинобу.

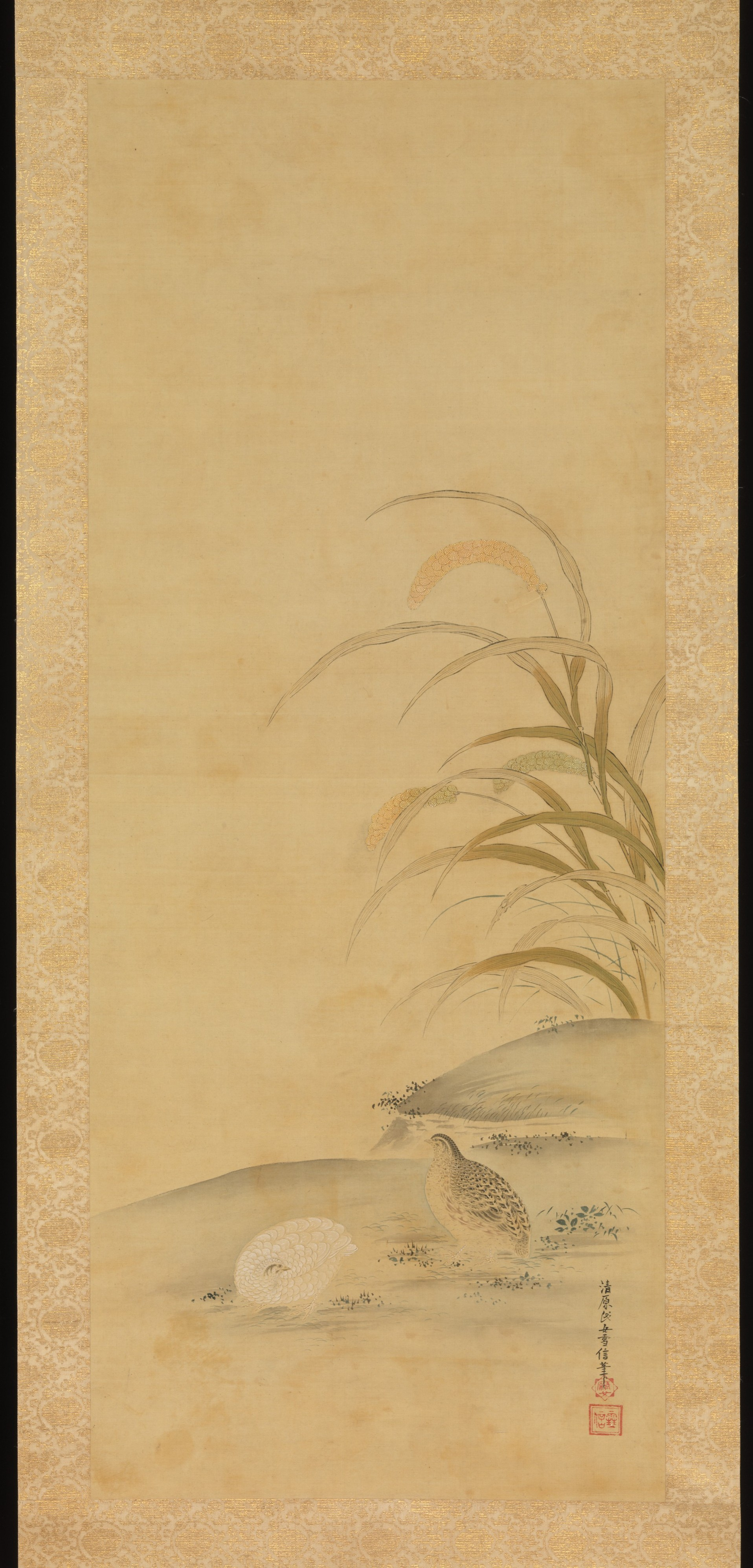
Перепел и просо
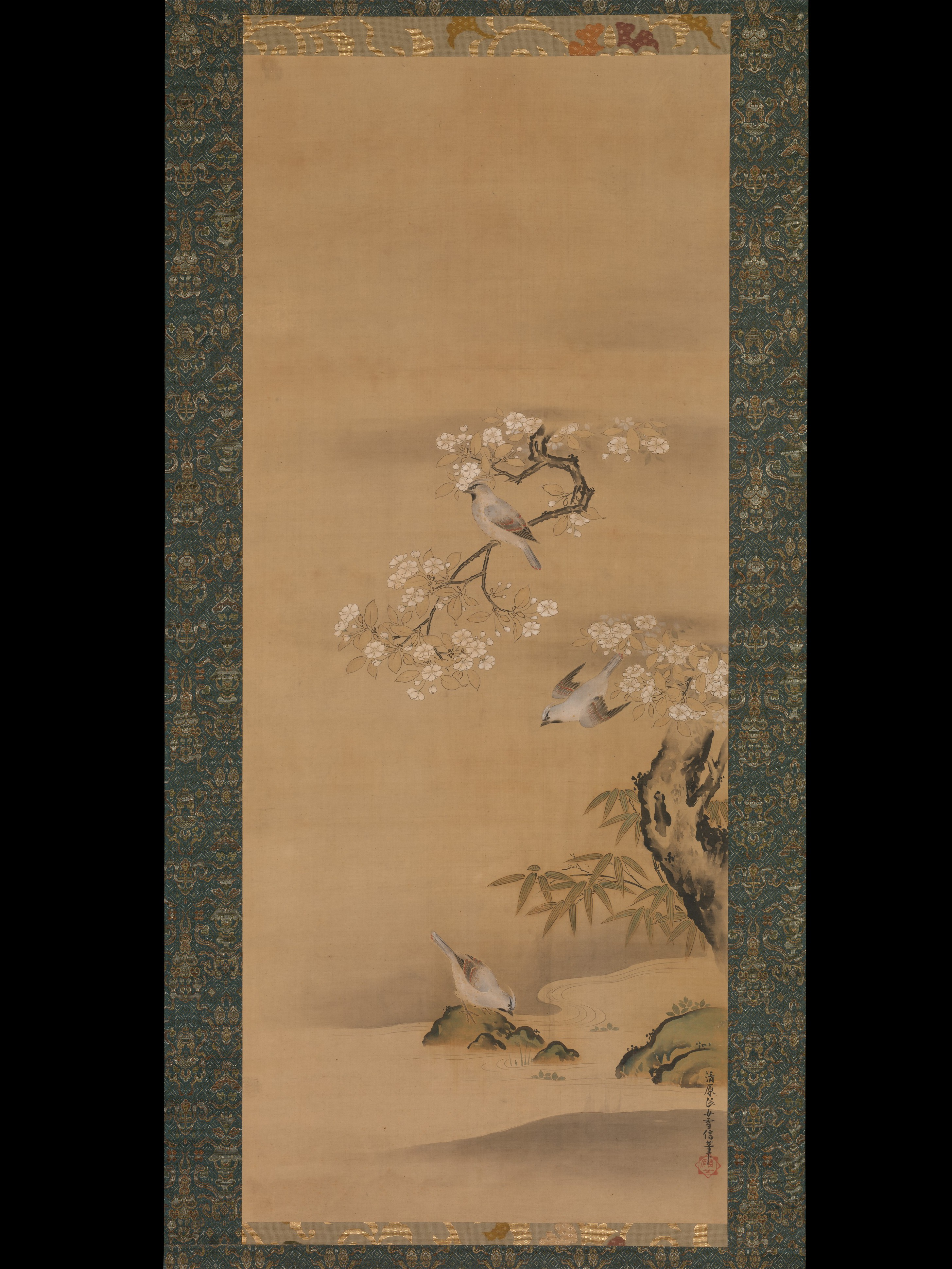
Свиристели, цветы вишни и бамбук у ручья
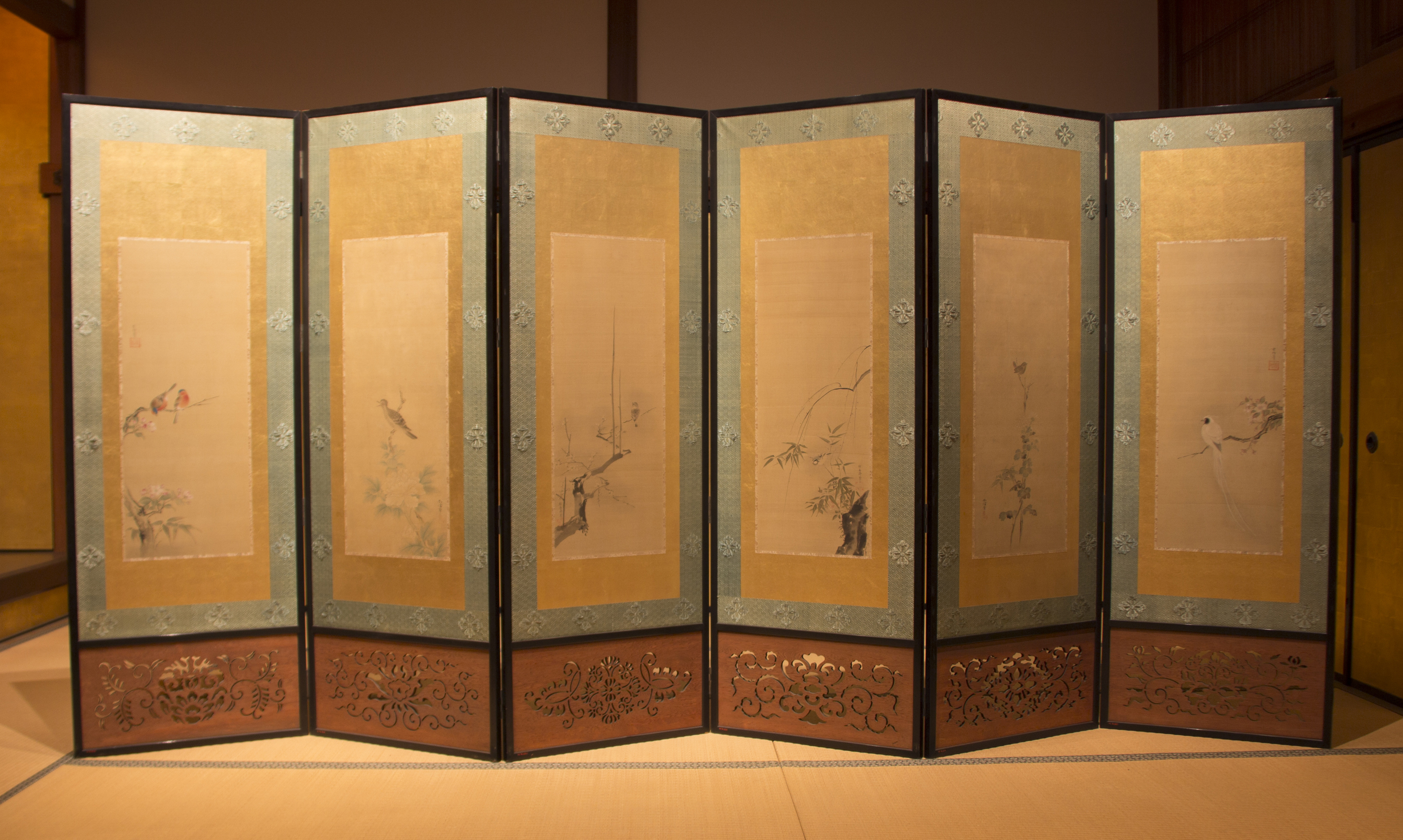
Цветы и птицы, коллективная работа Кано Танъю и его учеников
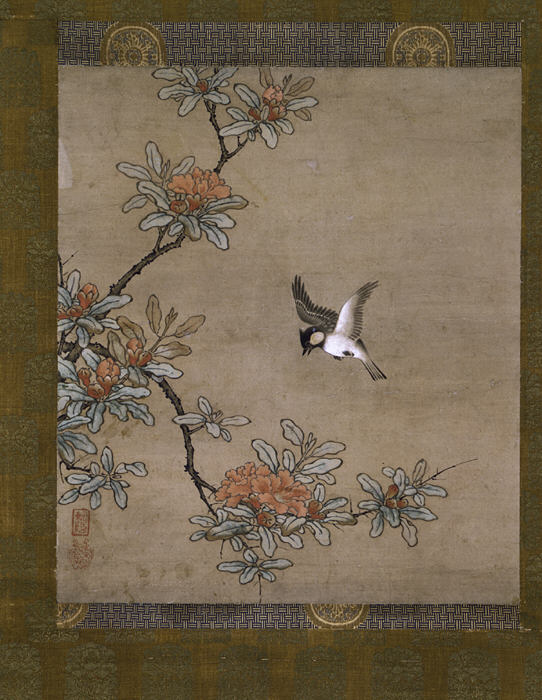
Синица и цветы граната
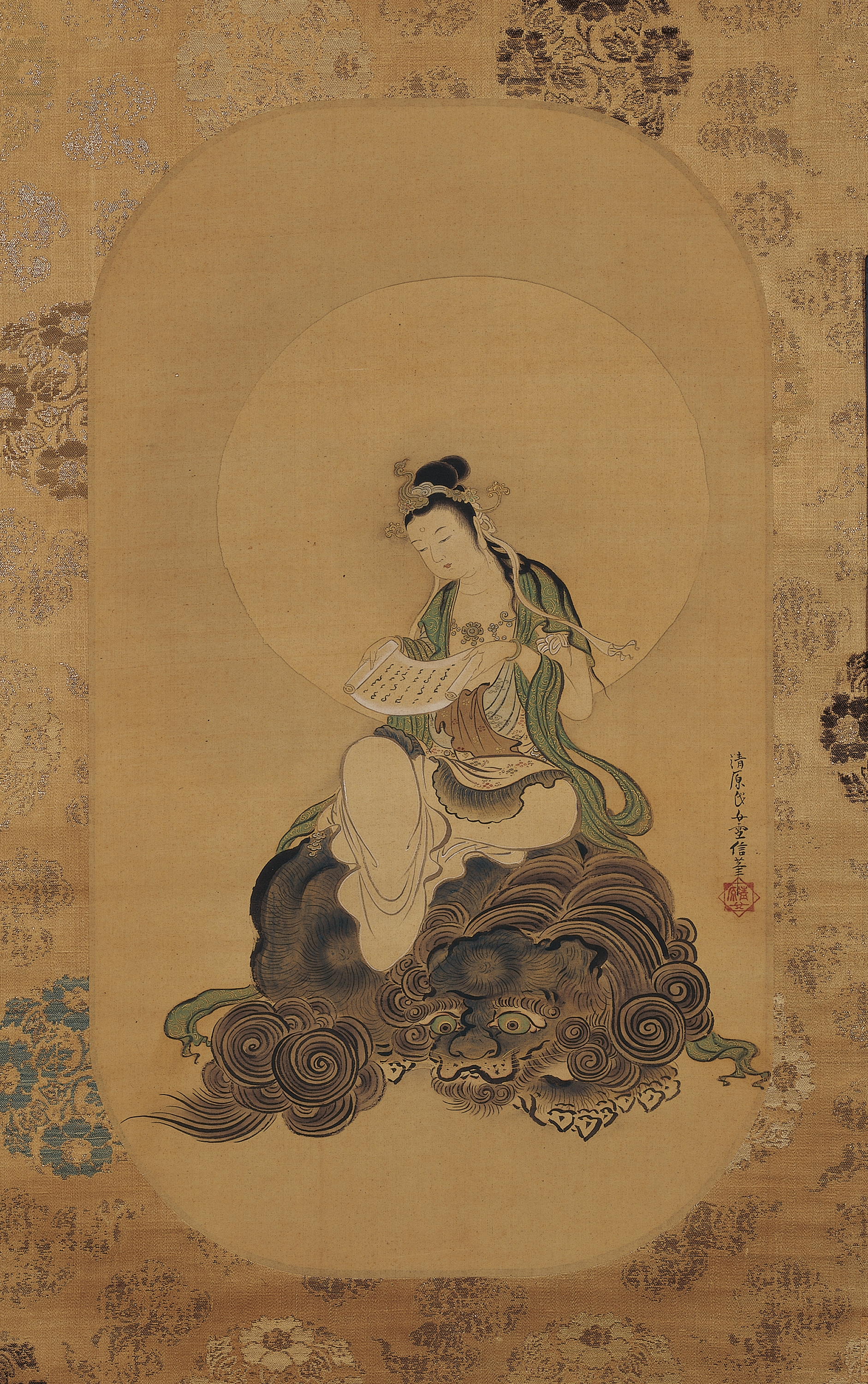
Мондзю на льве